# Cocomelon
Cocomelon – amerykański kanał YouTube i pokaz mediów strumieniowych którego właścicielem jest brytyjska firma Moonbug Entertainment a utrzymywany jest przez amerykańską firmę Treasure Studio.
Na kanale są publikowane animacje dla dzieci oraz rymowanki oraz ich autorskie piosenki. Od lipca 2021 Cocomelon jest najczęściej oglądanym kanałem w Stanach Zjednoczonych i drugim po T-Series co do popularności kanałem na świecie. Są również najczęściej subskrybowanym kanałem dla dzieci na świecie.
Kanał został założony 2 września 2006.

## Treść
Filmy na kanale Cocomelon obejmują dzęść filmów na kanale uczyła alfabetu o długości od jednej do dwóch minut.

### ABC Kid TV (2013-2018)
W 2013 roku, po kilku latach tworzenia treści dla dzieci Jaya Jeona, Treasure Studio rozpoczęło erę telewizji ABC Kid, która wprowadziła nowe intro i logo, aby rozpocząć nowy, świeży wygląd, aby rozwinąć swoją markę. Logo przedstawiało telewizor z biedronką w lewym górnym rogu. W ciągu kilku lat kanał wprowadził animację komputerową, a ich pierwsza postać 3D została wykorzystana w Twinkle Twinkle Little Star8 kwietnia 2016. Film przedstawia latającą gwiazdę 3D prowadzącą postacie 2D po niebie. Pod koniec 2016 roku przesyłanie filmów animowanych 3D stało się częstsze i dłuższe, a niektóre filmy wykorzystywały technologię przechwytywania ruchu. Produkcja animacji i muzyki nadal się modernizowała, a przed rebrandingiem w 2018 r. uformowała się powracająca obsada postaci, z JJ, TomTom, YoYo i wieloma innymi.

### Cocomelon (2018-teraz)
W czasie lata 2018 roku firma ponownie zmieniła nazwę na Cocomelon, wprowadzając nowe intro i outro do wszystkich swoich filmów. Również dodali współczesne logo arbuza stylizowane na tradycyjny box TV.
W kwietniu 2019 roku The Wall Street Journal oszacował roczne przychody firmy Cocomelon z reklam na 120 mln dolarów. Pod koniec 2020 r. Cocomelon dodał treści w języku hiszpańskim i portugalskim. Na początku 2021 roku dodano także języki mandaryński chiński, niemiecki i arabski. A potem w 7 października 2021,  dodano języka polskiego w Youtube. Obecnie Cocomelon po polsku - Piosenki dla dzieci już miał tylko 200 tys. subskrybentów. (stan na 14 czerwca 2024 r.)

## Wzrost popularności
Po dziewięciu latach publikowania treści na YouTube, Cocomelon osiągnął 1 milion subskrybentów 16 maja 2016 roku. Około pół miesiąca później kanał osiągnął łącznie miliard wyświetleń kanału na YouTube. Przez kolejne dwa lata kanał dalej bardzo szybko zdobywał subskrybentów prawie z 400 000 subskrybentów miesięcznie do dziesięciu milionów subskrybentów a kanał łącznie uzyskał siedem miliardów wyświetleń. Bardzo gwałtownie zaczęli rosnąć wraz z wydaniem „Tak, tak” Piosenki na dobranoc, wideo w którym TomTom musi używać pluszowych zwierząt, aby przygotować JJ do snu, który został wydany w lipcu 2017 roku i stał się ich najczęściej oglądanym filmem, obecnie ponad 1 miliard wyświetleń. Cocomelon odnotował drugi pod względem liczby subskrypcji  wzrost (o ponad 36 milionów) wśród kanałów YouTube w 2019 r., kończąc rok na 67,4 milionach subskrypcji kanałów. W 2018 r. algorytm YouTube polecił film Cocomelona „Bath Song + More Nursery Rhymes & Kids Songs” 650 razy „spośród 696 468 sugestii śledzonych przez Pew Research Center”, dzięki czemu stanowi najczęściej polecany filmem w YouTube. Według stanu na wrzesień 2020 r. ten film został wyświetlony ponad 3,2 miliarda na YouTube, dzięki czemu stanowił 19. pod względem liczby odsłon filmem w witrynie. Ponadto ich drugi pod względem popularności film, „Tak, tak, piosenka o warzywach”, odnotował ponad 2,5 miliarda wyświetleń, dzięki czemu stanowi 36. pod względem liczby odsłon film w serwisie. Od maja do czerwca 2019 r. Cocomelon uzyskał łącznie 2,5 miliarda wyświetleń, średnio 83 miliony widzów dziennie. Dla porównania, „cztery główne sieci telewizyjne miały w sezonie telewizyjnym średnio tylko 13 milionów widzów dziennie”. W lipcu 2019 r. YouTube zmienił swój algorytm po tym, jak Federalna Komisja Handlu zgłosiła obawy dotyczące bezpieczeństwa dzieci. Dotknęło to kilka kanałów dziecięcych, w tym Cocomelon, który „spadł z 575 milionów wyświetleń w tygodniu poprzedzającym zmianę, do 436 milionów w tygodniu poprzedzającym zmianę, do 307 milionów w następnym tygodniu i 282 milionów w następnym tygodniu”. 12 grudnia 2020 roku Cocomelon stał się trzecim kanałem YouTube na świecie, który zdobył 100 milionów subskrybentów.
Filmy Cocomelona zyskały popularność także poza serwisem YouTube; we wrześniu 2020 r. Netflix umieścił Cocomelon na trzecim miejscu pod względem popularności.
Cocomelon zajął pierwsze miejsce na liście programów Reelgood Netflix na rok 2020, wyprzedzając The Office i The Queen’s Gambit.
Przewidywano, że Cocomelon przekroczy PewDiePie w pewnym momencie w kwietniu-maju 2021 r., zostając drugim pod względem liczby subskrypcji kanałem YouTube. W odpowiedzi PewDiePie 14 lutego 2021 r. wydał utwór „Coco” skierowany do Cocomelona. Film został usunięty z YouTube wkrótce po przesłaniu. YouTube podał swoją politykę nękania i cyberprzemocy jako powód usunięcia filmu. Dwa miesiące później, 25 kwietnia 2021, Cocomelon przewyższył PewDiePie zgodnie z przewidywaniami. Piosenka pozostaje na głównych platformach streamingowych.
Cocomelon brał udział w pokazie Riyadh Season 2021 w Rijadzie w Arabii Saudyjskiej, gdzie firmy Spacetoon Event i Moonbug Entertainment współpracowały z Saudi General Entertainment Authority, aby wprowadzić Cocomelon Town do programu przez 3 miesiące.